# 7775 Тайко
7775 Тайко (7775 Taiko) — астероїд головного поясу, відкритий 4 грудня 1992 року.
Тіссеранів параметр щодо Юпітера — 3,353.
Названо на честь Тайко (яп. たいこ(泰子) тайко).